# Maximilian Ebenauer

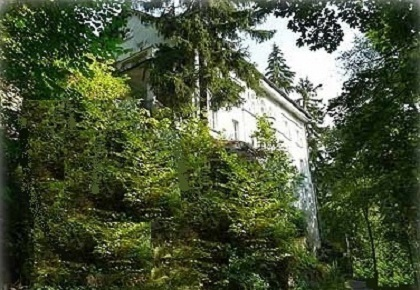
Ebenauer-Villa (oder Herrenhaus)

Maximilian Ebenauer (* 20. Dezember 1819 in Langenzenn, Mittelfranken; † 20. November 1891 in Hof/Saale) war ein deutscher Unternehmer und Kommerzienrat in der Textilbranche.

## Leben
Maximilian Ebenauer erlernte das Textilfach in der Baumwollspinnerei seines Onkels in
Schaffhausen (Schweiz), bevor er 1846 in Schweinfurt eine Fabrik eröffnete. 1850 kaufte er
das Gelände einer Papiermühle im Jägertal, das jetzt nach der Villa auf dem Felsen, welche Max Ebenauer und seine Frau Elise bewohnten, als Elisenfels bezeichnet wird. An dem neuen Standort waren wohl die vorhandene Wasserkraft und der günstige Preis interessant, zu dem das Anwesen aus einer Zwangsversteigerung erworben werden konnte. In Elisenfels produzierte die Baumwollspinnerei Ebenauer & Co. bis 1921. Ab 1874 war er auch an der Spinnerei am Teufelsberg (Hof/Saale) beteiligt, die er 1875 übernahm und die nun als „Max Ebenauer & Co.“ firmierte. 1973 wurde das Unternehmen in die Textilgruppe Hof eingegliedert, die aus der Neuen Baumwollspinnerei und Weberei sowie der Vogtländischen Baumwollspinnerei Hof hervorgegangen war.

## Nachkommen
Maximilian Ebenauers Sohn Gustav (1851–1933) führte die Geschäfte in Elisenfels weiter, die Söhne Otto (1853–1923) und Hermann (1863–1942) in Hof. Hermann übernahm schließlich 1932 die Leitung der Spinnerei Hermann Ebenauer & Co in Hof/Saale.